# 尤克帕人
尤克帕人（Yukpa）是大陆加勒比民族中现存唯一的高山民族，世居安第斯支脉哥伦比亚东部山脉尽头处的佩里哈山脉，被委内瑞拉和哥伦比亚国境线沿山脊割入两国。他们使用两种不同的加勒比语系语言（注意通常所说的加勒比语或海岛加勒比族语是被Arawak同化的Arawak语系语言，与此无关。在欧洲人到达之前加勒比群岛发生了一场战争，最后人们转用了Arawak语却保留了加勒比自称）。自称“尤克帕”是亲昵前缀“怡―”（y-）作用在“该巴”（kʉpa 男人）一词上的结果，当地语言中女人称作vore'pa或voripa。在西班牙语中，过去将他们与泰罗纳文明相关的巴里族统称为“莫蒂隆人”，并将尤克帕人称作“熟莫蒂隆人”（Motilones mansos）。